# بيت ملوح (ويس)
بیت ملوح (بالفارسية: بیتملوح) هي منطقة سكنية تقع في إيران في قسم ويس الريفي. يقدر عدد سكانها بـ 101 نسمة بحسب إحصاء 2016.